# Der Zauberlehrling (Film)
Der Zauberlehrling heißt ein von Frank Stoye 2017 verfilmtes Märchen für die ZDF-Reihe „Märchenperlen“, das von Goethes gleichnamiger Ballade inspiriert wurde. Anders als die meisten Verfilmungen der Reihe war der Film eine Koproduktion des ZDF und des MDR. Max Schimmelpfennig ist in der Titelrolle des Zauberlehrlings Valentin besetzt, Pauline Rénevier als Katrina, Christoph Bach als Zaubermeister Ambrosius, Felix von Manteuffel als Altmeister Zacharias und Sandra Borgmann als Königin Anna.

## Handlung
Der bettelarme Valentin möchte unbedingt Zauberer werden. Da trifft es sich gut, dass der Zaubermeister Ambrosius gerade einen Lehrling sucht. Valentin ist sich sicher, dass er genau der Richtige für diesen Job ist. Bei der Prüfung zeigt er tatsächlich seine außergewöhnliche Begabung, wird aber von Katrina überlistet, die zuvor schon mittels eines Tricks weitere Bewerber aus dem Feld geschlagen hat, und nun neben Valentin die einzige Mitbewerberin ist. So kommt es, dass nicht er, sondern Katrina die begehrte Stelle als Gehilfe des Zaubermeisters erhält.
Valentin kommt stattdessen in der Apotheke der Stadt unter und wird Lehrling des Altmeisters Zacharias, der schon Ambrosius ausgebildet hatte. Zacharias hat nicht mehr gezaubert, seit sein Versuch, einem blinden Mädchen das Augenlicht zurückzugeben, zur Versteinerung des Mädchens führte, das nun als Steinfigur auf dem Marktplatz steht. Darauf hat Zacharias der Zauberei vollständig abgeschworen und unterweist seinen Lehrling nur in der Lehre der Kräuter- und Heilkunde. Nur ein Zauberbesen, der sich von selbst bewegen kann, ist ihm als Freund geblieben. Valentin lernt Zaubern auf eigene Faust und schickt eines Tages spaßeshalber den Besen zum Wasserholen. Beim Versuch, den Besen gewaltsam wieder davon abzubringen, bricht der Besen in zwei Stücke. Erzürnt wirft Zacharias ihn hinaus.
Auf dem Marktplatz trifft Valentin auf Katrina. Sie erzählt Valentin, dass das versteinerte Mädchen ihre Schwester Clara sei; sie würde alles tun, um Clara wieder zum Leben zu erwecken. Daraufhin bietet der junge Mann ihr seine Hilfe an. Valentin sucht gemeinsam mit Katrina Zacharias auf, der erst unwirsch reagiert, sich nach dem Hinweis, dass Katrina Claras Schwester sei, aber besinnt. Anhand eines mitgebrachten Buches finden die drei heraus, dass Ambrosius zur Zeit der Verzauberung Claras die Gunst der Stunde genutzt hat, um Zacharias außer Gefecht zu setzen und dessen Stelle am Königshof einzunehmen. Zögernd teilt Zacharias den jungen Leuten mit, es gebe eine magische Blume, die jeden Zauber aufheben kann. Er selbst habe bereits die Blume zu diesem Zweck erbeten, doch die strenge Hüterin der Blume habe ihm das verwehrt, da seine Selbstüberschätzung schuld an dem Kunstfehler sei, und ihm blühe dasselbe Schicksal, wenn er nochmals in ihre Nähe komme.
Die beiden jungen Leute müssen durch ein magisches Tor in die Welt der Hüterin eindringen. Zacharias wartet am Ufer des Sees auf ihre Rückkehr. Doch als er Ambrosius in einem Ruderboot auf dem See sieht, weiß er, dass er Katrina und Valentin vor Ambrosius schützen muss. Diese stehen mittlerweile vor der Hüterin, die zunächst verlangt, dass Katrina im Gegenzug eine Blume werden müsse. Valentin meint, wenn sie eine Blume werde, dann möchte er auch eine sein. Das rührt die Hüterin so sehr, dass beide die Zauberblume ohne Gegenleistung nehmen dürfen, wenn sie sie finden, was ihnen auch gelingt. Doch auf dem Rückweg fordert Ambrosius die Blume für sich, um die Königin für seine Zwecke zu verzaubern. Da erscheint Zacharias. Er kann den jungen Leuten die Blume noch zurückgeben, bevor er selbst versteinert. Doch Ambrosius kann sich aus seinem Griff befreien und nimmt die Blume wieder an sich.
Katrina und Valentin finden sich nach ihrem Erwachen in einen tiefen Brunnenschacht wieder. Durch den Besen-Zauber lassen sie Wasser in den Schacht gießen, bis sie hinausklettern können. Währenddessen belegt Ambrosius die Königin mit Hilfe der Blume mit einem Liebeszauber, um sich Königreich und Macht zu sichern. Katrina und Valentin erscheinen und klagen Ambrosius des Betruges an. Dessen Versteinerungszauber wird von Valentin auf ihn selbst zurückgeworfen – Ambrosius versteinert.
Sobald Katrina ihrer versteinerten Schwester die Zauberblume in die Hand legt, erwacht diese wieder zum Leben, was auch den Zauber bricht, mit dem Zacharias belegt war. Die Königin ist überaus erfreut, als ihr alter Freund wieder da ist, und ernennt ihn zum Zaubergroßmeister. Katrina und Valentin fallen sich in die Arme und besiegeln ihr Glück mit einem Kuss.
Clara legt die Zauberblume auch dem versteinerten Ambrosius in die Hand, doch dieser zerfällt zu Staub, den der Zauberbesen zusammenfegt.

## Produktion

### Produktionsnotizen

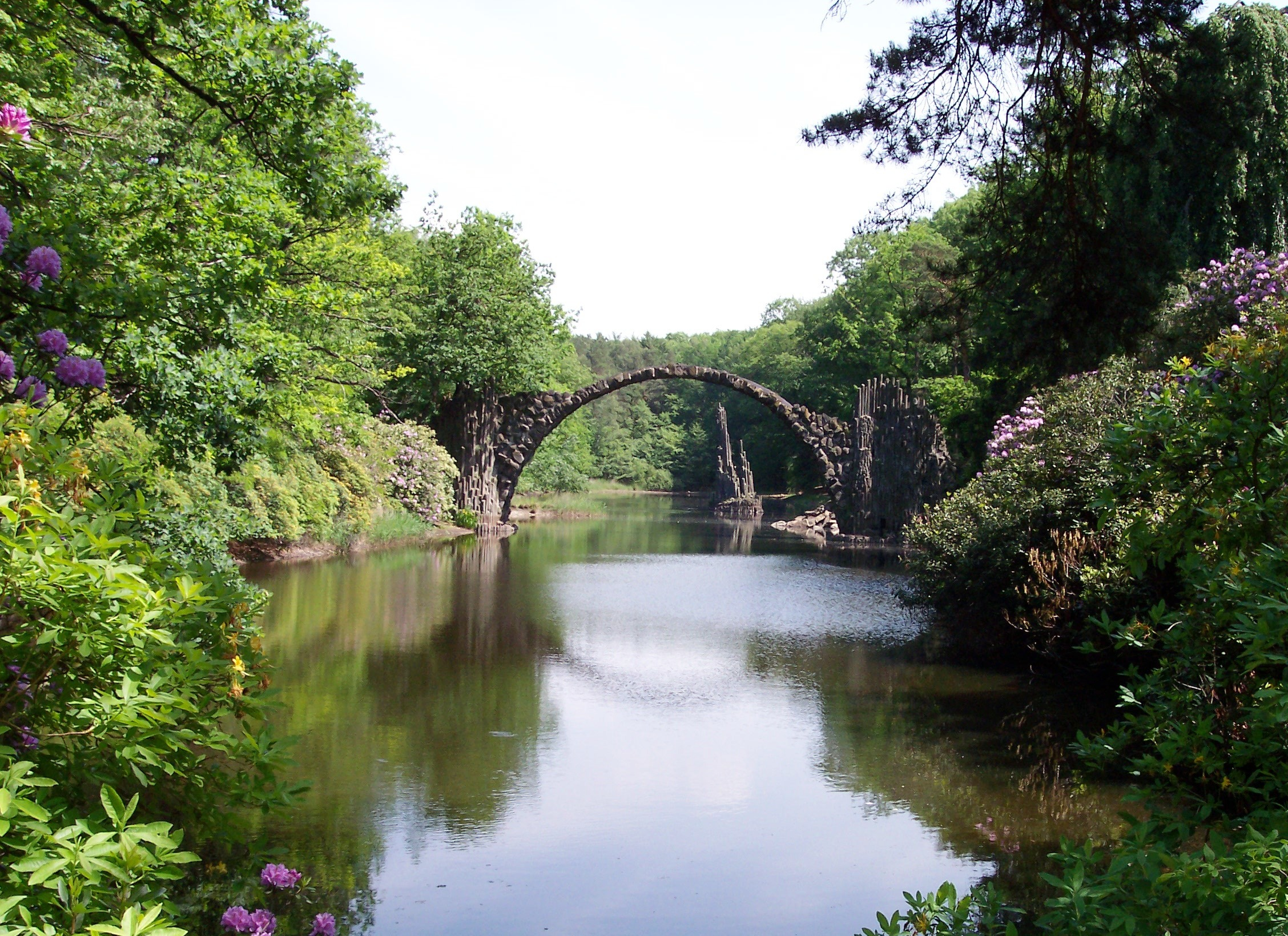
Rakotzbrücke im Kromlauer Park von Gablenz

Der Film wurde von der Kinderfilm GmbH für das ZDF und den MDR produziert. Die Aufnahmen fanden vom 7. März bis zum 5. April 2017 in der Altstadt von Görlitz, im Landschaftspark von Bad Muskau und im Kromlauer Park von Gablenz statt. Die Apotheke von Altmeister Zacharias befindet sich am Untermarkt in Görlitz, im Alten Rathaus ist Zaubermeister Ambrosius zu Hause und im Kulturhistorischen Museum ist die Geheime-Zauber-Bibliothek angesiedelt. Der Kromlauer Park bildet das magische Reich, in dem Valentin und Katrina nach der magischen Blume suchen und das Neue Schloss im Fürst-Pückler-Park in Bad Muskau ist der Sitz von Königin Anna. Die Produzentin Ingelore König verriet, dass die Dreharbeiten in Görlitz für sie eine Herzensangelegenheit gewesen seien, da Görlitz ihr Geburtsort sei.
Die Musik wurde unter der Leitung von Bernhard Wünsch mit dem Filmorchester Babelsberg aufgezeichnet. Die Redaktion des Films lag fürs ZDF bei Götz Brandt und Irene Wellershoff, für den MDR bei Christa Streiber und Astrid Plenk.

### Veröffentlichung
Premiere hatte der Film am 23. November 2017 im voll ausgebuchten Kinosaal des Görlitzer Filmpalastes. Die Hauptdarsteller waren ebenso anwesend wie weitere am Projekt beteiligte Personen. Die Erstausstrahlung im Fernsehen fand am 24. Dezember 2017 im Nachmittagsprogramm des ZDF statt. Am 2. April 2018 wurde der Film erstmals im Programm des MDR gezeigt.
Justbridge Entertainment (Roughtrade Distribution) gab den Film am 19. Oktober 2018 auf DVD heraus.

## Rezeption

### Einschaltquote
Bei seiner Erstausstrahlung im ZDF schalteten den Film 1,34 Millionen Zuschauer ein; das ergab einen Marktanteil von 9,4 Prozent.

### Kritik
Der Film wurde von der Kritik überwiegend sehr positiv aufgenommen:
So lobte die Redaktion von Focus Online: „Neben dem Reim schaffen die Landschaftsbilder, die Regisseur Frank Stoye in den Film integriert hat, und die 70 Minuten Filmmusik von Mathias Rehfeldt einen besonderen Zauber. Beides verleiht dem Film eine Art Herr der Ringe-Flair, den man im deutschen Fantasy-Genre oft vermisst.“
Tilmann P. Gangloff bewertete den Film für tittelbach.tv, gab ihm 4½ von 6 möglichen Sternen und schrieb: „Die Märchenspezialisten Kömmerling und Brinx haben sich durch die Vorlage zu einem spannenden Duell zweier Magier inspirieren lassen, die selbstredend die Mächte des Guten und des Bösen repräsentieren. Die Effekte sind sparsam, aber effizient eingesetzt, die Bildgestaltung ist aufwändig und sorgfältig. Sehenswert ist der Märchenfilm ganz besonders auch wegen der Zaubererdarsteller Felix von Manteuffel und Christoph Bach.“ […] „Das Kräftemessen“ zwischen beiden mache „letztlich den Reiz des Films aus, die beiden jungen Darsteller“ könnten da „nicht nur in puncto Ausstrahlung zwangsläufig nicht mithalten“. Umso „bedauerlicher“ sei es, „dass die beiden Magier kaum Gelegenheit zum direkten Zweikampf“ bekämen. Als es endlich soweit sei, sei ihre Auseinandersetzung „ruckzuck vorbei“.
Peter M. Gaschler schrieb in Das Phantastik-Filmjahr 2018, dass es sich um eine der besten ZDF-Märchenstunden der letzten Jahre handele. „Hochprofessionell in allem, glänzend produziert … glänzend gespielt, ein Traum von Film aus einem Guß.“
Die Redaktion von TV Spielfilm zeigte mit dem Daumen nach oben und gab für Humor, Anspruch und Action einen, für Spannung zwei von drei möglichen Punkten.
Die Redaktion des Filmdienstes meinte: „Sehr freie Übertragung von Goethes Gedicht in einen turbulenten (Fernseh-)Märchenfilm, dem mit sparsamen Mitteln und gut aufgelegten Darstellern ein fantasievolles Historienspektakel gelingt. – Ab 10.“
Auf der Seite KinderFilmWelt erfolgte eine Empfehlung des Films ab 8 Jahren mit dem Hinweis, die Bilder seien „toll aufeinander abgestimmt und so geschnitten“, dass man spüre, wie Valentin in der Wasserszene „immer verzweifelter und hilfloser“ werde. Alles sei „gut ausgewählt und passend für eine mittelalterliche Atmosphäre zusammengestellt“. Der Märchenfilm führe nicht nur Zaubereffekte vor, sondern in ihm stecke außerdem „noch viel Wissenswertes“.